# نيكولاي ألكسندري
نيكولاي ألكسندري (بالرومانية: Nicolae Alexandri)‏ (17 ماي 1859 - 17 نوفمبر 1931) (بالرومانية: Nicolae Alexandri) هو سياسي روماني من بيسارابيا.
تخرج نيكولاي ألكسندري من جامعة سانت بطرسبرغ الحكومية. وكان أول رئيس تحرير لجريدة «الكلمة المولدوفية» (بالرومانية: Cuvânt Moldovenesc).
شغل منصب عضو في برلمان مولدوفا (1917-1918).

## روابط خارجية
- Arhiva pentru Sfatul Tarii
- Deputaţii Sfatului Ţării şi Lavrenti Beria